# Elmis maugetii
Elmis maugetii là một loài bọ cánh cứng trong họ Elmidae. Loài này được Latreille miêu tả khoa học năm 1802.